# نحمیا پرسوف
نحمیا پرسوف (انگلیسی: Nehemiah Persoff؛ زادهٔ ۲ اوت ۱۹۱۹ – ۵ آوریل ٢٠٢٢) بازیگر و نقاش آمریکایی اهل اسرائیل بود. او در بیش از ۲۰۰ سریال تلویزیونی، فیلم و نمایشنامه ظاهر شد و همچنین یک هنرمند صداپیشه حرفه‌ای به مدت ۵۵ سال بود، او فعالیتش را پس از خدمتش در نیروهای مسلح ایالات متحده آمریکا در طول جنگ جهانی دوم آغاز کرد. وی بین سال‌های ۱۹۴۸ تا ۱۹۹۹ میلادی فعالیت داشت.

## فیلم‌شناسی
از فیلم‌ها یا برنامه‌های تلویزیونی که وی در آن نقش داشته است می‌توان به بعضی‌ها داغشو دوست دارن، مرد عوضی، آخرین وسوسه مسیح، ینتل، دوقلوها، ساکنان برهوت، هر چه سخت‌تر به زمین می‌خوری، کومانچروها، همسر اوهارا، سفر نفرین‌شده و یک رابطه همه‌جانبه اشاره کرد.